# Catherine Chikwakwa
Agnes Catherine Chikwakwa (* 24. Juni 1985 in Blantyre) ist eine malawische Langstreckenläuferin.
Bereits im Alter von 15 Jahren nahm Chikwakwa an den Olympischen Spielen 2000 in Sydney teil. Allerdings schied sie über 5000 m schon im Vorlauf aus. Auch bei den Leichtathletik-Weltmeisterschaften 2001 in Edmonton konnte sie sich nicht für das Finale qualifizieren. Bei den Commonwealth Games 2002 wurde sie Dreizehnte.
2003 startete Chikwakwa bei den Crosslauf-Weltmeisterschaften in Lausanne. Auf der Langstrecke belegte sie den 32. Platz und auf der Kurzstrecke den 50. Platz. Bei den Leichtathletik-Weltmeisterschaften in Paris scheiterte sie über 5000 Meter erneut im Vorlauf. Obwohl sie bereits mehrere Jahre lang in der Erwachsenenklasse angetreten war, war sie 2004 immer noch als Juniorin startberechtigt. Bei den Leichtathletik-Juniorenweltmeisterschaften in Grosseto gewann sie im 5000-Meter-Lauf die Silbermedaille hinter der Äthiopierin Meselech Melkamu. Einen Monat später lief sie über dieselbe Distanz bei den Olympischen Spielen in Athen, schied jedoch genau wie ein Jahr später bei den Leichtathletik-Weltmeisterschaften in Helsinki im Vorlauf aus.
Im Straßenlauf gelangen Chikwakwa einige kleinere Achtungserfolge. 2003 gewann sie den Tübinger Stadtlauf und den Zürcher Silvesterlauf sowie den Darmstädter Stadtlauf, bei dem sie 2004 ihren Titel erfolgreich verteidigte. 2005 siegte sie beim 10-Kilometer-Lauf im Rahmen des Dresden-Marathons und zum zweiten Mal beim Zürcher Silvesterlauf.

## Bestleistungen
- 3000 m: 9:11,89 min, 25. Juli 2006, Stockholm
- 5000 m: 15:36,22 min, 13. Juli 2004, Grosseto
- 10.000 m: 35:03,6 min, 2. Juli 2005, Harare